# Chierico della Camera dei comuni (Regno Unito)
Il sotto-chierico dei Parlamenti, meglio conosciuto come chierico della Camera dei comuni, è un funzionario del Parlamento del Regno Unito, consigliere principale della Camera dei comuni.
Il suo nome proviene dalla consuetudine, nei primi anni dell'ufficio, che il consigliere fosse un chierico appartenente ad un ordine religioso.

## Funzioni
Il chierico della Camera siede al "tavolo della Camera" insieme ai suoi colleghi, i chierici al tavolo (in inglese: Clerks at the Table), alla destra dello speaker. Il loro compito storicamente consiste nel trascrivere le decisioni che vengono prese dentro la Camera. Inoltre, in caso di incertezze, lo speaker e i deputati possono chiedere loro chiarimenti.
Con il Parliamentary Corporate Bodies Act 1992, il chierico della Camera divenne il responsabile per gli stipendi e gli affitti, nonché proprietario legale dell'intera Camera dei comuni.

## Abito ufficiale
L'abito ufficiale del chierico della Camera consiste in un giustacuore nero, coperto da una toga del medesimo colore, camicia con colletto diplomatico e jabot in merletto, come le maniche, e la parrucca corta tipica degli avvocati. Questo completo viene indossato solamente durante le occasioni ufficiali, come l'inaugurazione del Parlamento.
Durante le sedute quotidiane i chierici indossano solamente la toga sopra un normale completo nero, la camicia con colletto diplomatico e un cravattino bianco per gli uomini, le facciole per le donne.

## Cronotassi
Il seguente elenco comprende nomi e anni della nomina dei chierici della Camera.
| Nº | Nome                             | Anno della nomina |
| -- | -------------------------------- | ----------------- |
| 1  | Robert de Melton                 | 1363              |
| 2  | John de Scardeburgh              | 1385              |
| 3  | Thomas Haseley                   | 1414              |
| 4  | John Dale                        | 1440              |
| 5  | Thomas Bayen                     | 1461              |
| 6  | Thomas Hylton                    | 1504              |
| 7  | William Underhill                | 1510              |
| 8  | Robert Ormeston                  | 1515              |
| 9  | John Seymour                     | 1547              |
| 10 | Fulk Onslow                      | 1570              |
| 11 | Ralph Ewens                      | 1603              |
| 12 | William Pinches                  | 1611              |
| 13 | John Wright                      | 1612              |
| 14 | Henry Elsyng il giovane          | 1639              |
| 15 | Henry Scobell                    | 1649              |
| 16 | John Smythe                      | 1958              |
| 17 | John Phelips                     | 1659              |
| 18 | Thomas St. Nicholas              | 1659              |
| 19 | William Jessop                   | 1660              |
| 20 | William Goldsborough             | 1661              |
| 21 | William Goldsborough the Younger | 1678              |
| 22 | Paul Jodrell                     | 1683              |
| 23 | Edward Stables                   | 1727              |
| 24 | Nicholas Hardinge                | 1732              |
| 25 | Jeremiah Dyson                   | 1748              |
| 26 | Thomas Tyrwhitt                  | 1762              |
| 27 | John Hatsell                     | 1768              |
| 28 | John Henry Ley                   | 1820              |
| 29 | Sir Denis Le Marchant            | 1850              |
| 30 | Sir Thomas Erskine May           | 1871              |
| 31 | Sir Reginald Palgrave            | 1886              |
| 32 | Sir Archibald Milman             | 1900              |
| 33 | Sir Courtenay Ilbert             | 1902              |
| 34 | Sir Thomas Lonsdale Webster      | 1921              |
| 35 | Sir Horace Dawkins               | 1930              |
| 36 | Sir Gilbert Campion              | 1937              |
| 37 | Sir Frederic Metcalfe            | 1948              |
| 38 | Sir Edward Fellowes              | 1954              |
| 39 | Sir Barnett Cocks                | 1962              |
| 40 | Sir David Lidderdale             | 1974              |
| 41 | Sir Richard Barlas               | 1976              |
| 42 | Sir Charles Gordon               | 1979              |
| 43 | Sir Kenneth Bradshaw             | 1983              |
| 44 | Sir Clifford Boulton             | 1987              |
| 45 | Sir Donald Limon                 | 1994              |
| 46 | Sir William McKay                | 1998              |
| 47 | Sir Roger Sands                  | 2003              |
| 48 | Sir Malcolm Jack                 | 2006              |
| 49 | Sir Robert Rogers                | 2011              |
| 50 | Sir David Natzler                | 2015              |
| 51 | John Benger                      | 2019              |